# حمید کللی‌فرد
حمید کللی فرد (متولد ۱۳۳۵ در محله بهبهانی بوشهر) بازیکن بازنشسته و مربی کنونی فوتبال می‌باشد. وی سابقه بازی در تیم فوتبال شاهین بوشهر و تیم ملی فوتبال ایران را دارد. وی سابقه مربیگری در تیمهای شاهین بوشهر، ایران جوان بوشهر و ملوان بندر انزلی را دارد. 
کللی فرد در سه دوره مسابقات جام تخت جمشید با ملوان به عناوین سومی، چهارمی، بهترین تیم شهرستانی و قهرمانی جام حذفی ایران و چندین مقام نیروهای مسلح، دست می‌یابد. در این سری از مسابقات ضربه کات دار حمید از فاصله ۴۵ متری که درون دروازه استقلال تهران قرار گرفت فراموش نشدنی است. در این سال‌ها کللی فرد سه بار به تیم ملی بزرگسالان و امید دعوت می‌شود و در تیم ملی امید جزء یاران اصلی تیم می‌گردد. او در سال ۷۶ به جرگه مربیان می‌پیوندد. 
او در سال ۸۳ مربیگری ایران جوان بوشهر در لیگ دسته یک را بعهده می‌گیرد و در سال ۸۴ دوباره به شاهین بر می‌گردد. کللی فرد تیم شاهین بوشهر را از لیگ دسته اول به لیگ برتر فوتبال ایران رساند و چند هفته در این تیم به مربی گری پرداخت و پس از کسب نتایج ضعیف جای خود را به محمود یاوری داد. او سپس سرمربی تیم اتکای گلستان شد. پس از سقوط تیم شاهین بوشهر در لیگ ۹۱–۹۰ از لیگ برتر، وی دوباره سرمربی تیم شاهین شهرداری بوشهر شد و هم‌اکنون سر مربیگری این تیم را به عهده دارد.